# Paper de vàter

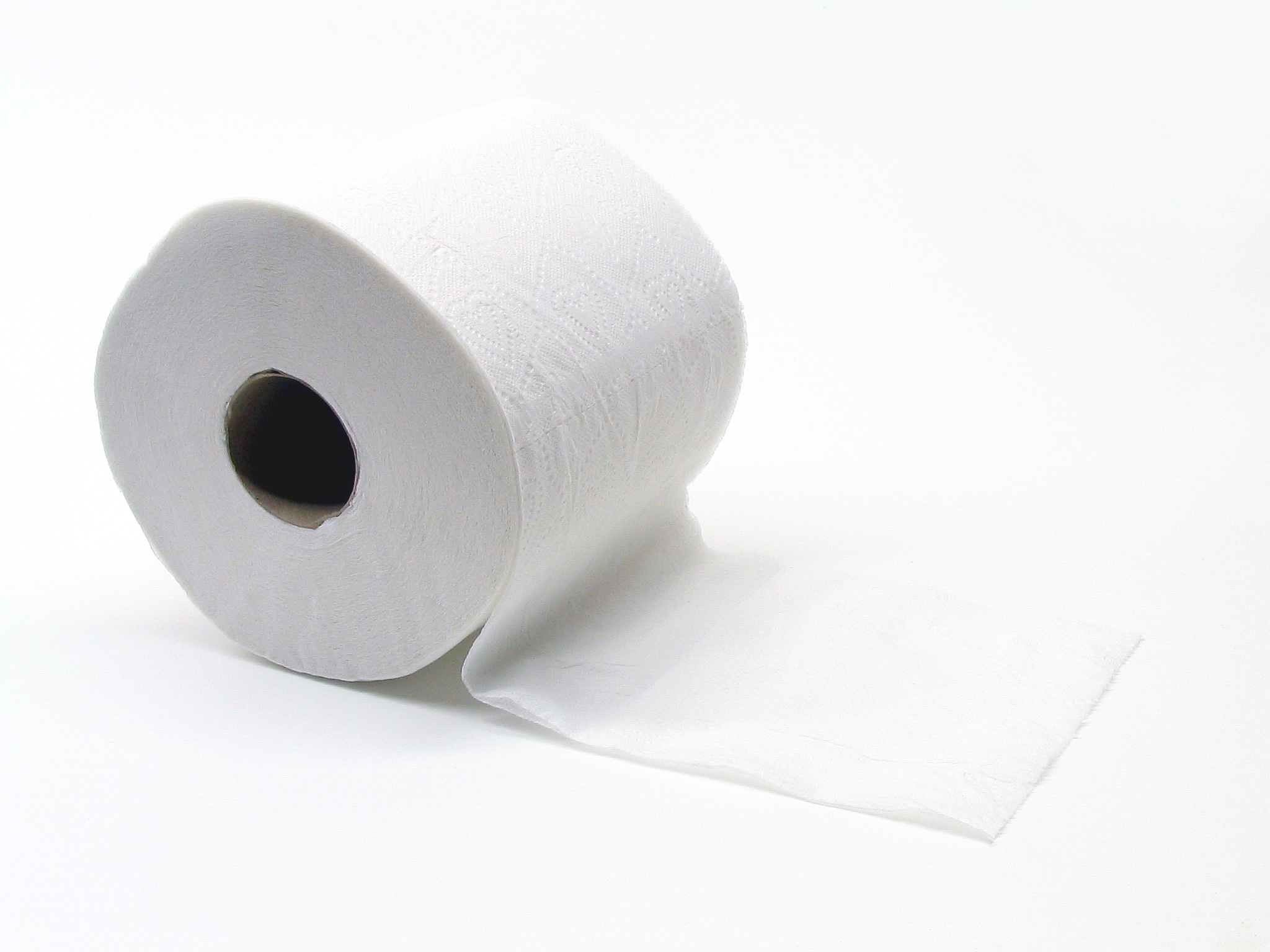
Rotlle de paper de vàter.

El paper de vàter o paper higiènic és un tipus de paper que s'usa per mantenir la higiene personal després de defecar o orinar. Es pot fer servir per a altres usos com el d'absorbir vessaments. Està dissenyat per a descompondre's amb el sistema de desguàs. Pot ser perfumat o amb dibuixos o totes dues coses a l'encop. S'acostuma a vendre en format rotlle o en paquets de rotllos. El seu origen a Occident és a partir de 1862.

## Història

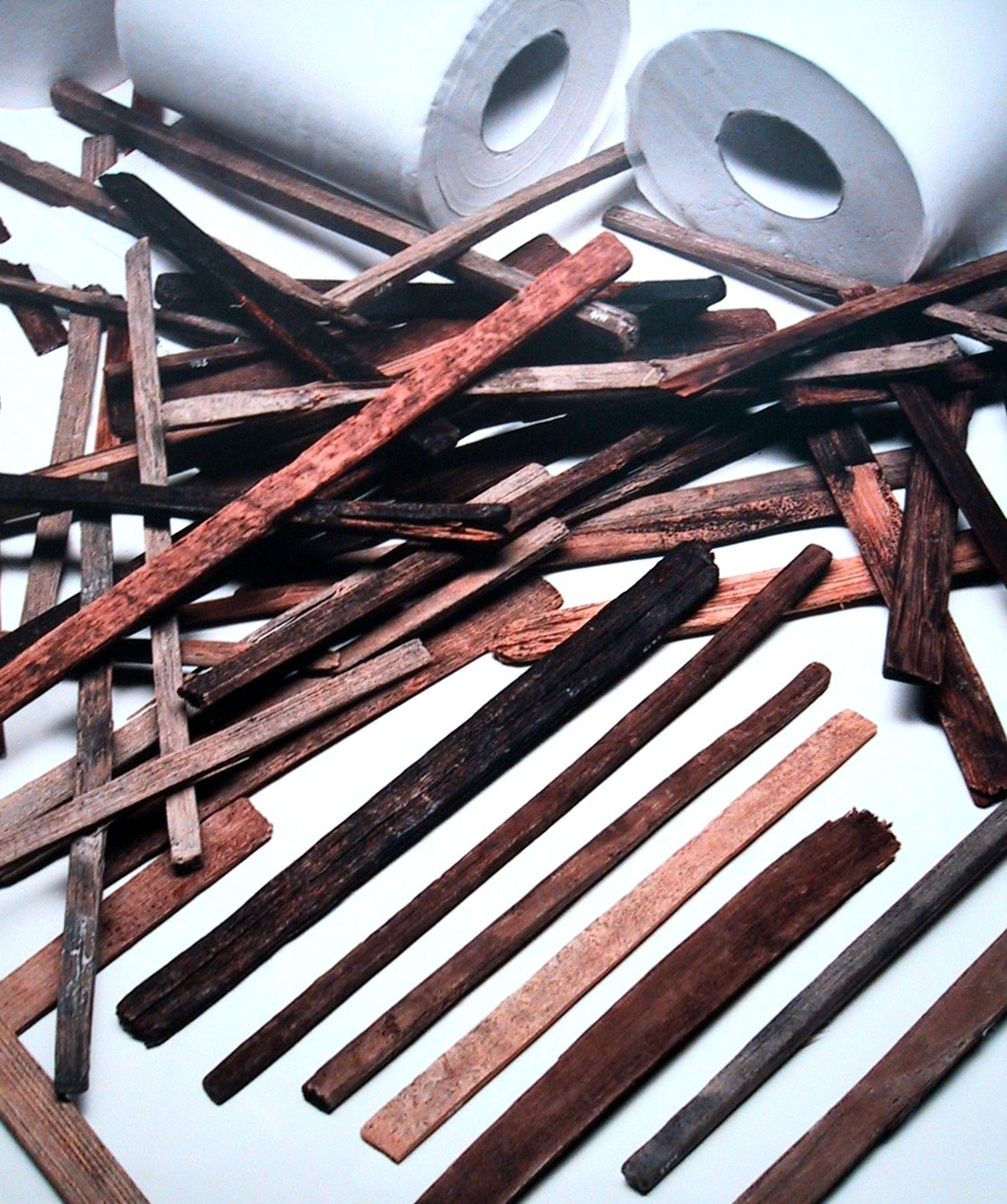
Paper de fusta usat en el període Nara (710 a 784 dC) al Japó comparat amb rotlles moderns

Malgrat que el paper es coneix a la Xina des del segle ii aC. el primer document d'ús de paper de vàter és del segle VI dC.
Llevat de la Xina a tot arreu la gent benestant en temps antics es netejava l'anus i el seu voltant amb llana, puntes de coixí o cànem, mentre que la gent més pobra feia servir les mans quan defecaven dins de rius o feia servir materials més barats com són fulles, herbes, fenc, pedres, sorra, molsa, falgueres, etc. A l'antiga Roma es feia servir el tersorium, una esponja natural que, després d'usar-la es posava dins una galleda amb aigua salada o vinagre, i va ser una font d'infeccions.

## El paper de vàter contemporani
El paper de vàter tal com el coneixem, fou inventat per Joseph C. Gayetti als EUA a la segona meitat del segle xix. A França com a altres països europeus el primer recurs va ser el paper dels diaris. Actualment hi ha paper de vàter decorat amb dibuixos, textos, olors i perfums. Tanmateix, l'orientació actual del mercat està enfocada cap a la producció de paper amb diverses microcapes i microcàpsules de crema hidratant, així com de perfeccionar-ne la suavitat emulant altres teixits com la seda.

### Fabricació
Per a l'elaboració del paper higiènic s'utilitza fibra d'origen vegetal. Aquesta fibra és barrejada amb substàncies químiques i aigua per formar una pasta, que és passada per una premsa que elimina qualsevol excés d'aigua, la deixa aixafada i formant un plec humit. Després es passa per un gran tub calent i per un assecador. Un cop sec, passa per un tractament a fi de millorar la seva qualitat. Fet això, el paper és decorat, s'enrotlla en un gran cilindre i passa a través d'un aparell que el marca horitzontalment amb petits talls cada 10 centímetres aproximadament.

## Dispensadors
El dispensadors de paper de vàter són uns objectes que permeten mantenir el paper de vàter a l'abast. La seva distribució espacial es pot trobar com a tub horitzontal a la paret on es penja el rotlle pel forat central.

## Vendes i situació econòmica del sector
L'any 2015, la venda de rotlles de paper a Espanya es xifrà entorn els 2.000 milions d'unitats per any. D'aquesta quantitat, les marques blanques controlaven 70% del mercat.